# Diplazium dilatatum
Diplazium dilatatum är en majbräkenväxtart som beskrevs av Carl Ludwig Blume.
Diplazium dilatatum ingår i släktet Diplazium och familjen Athyriaceae. Inga underarter finns listade i Catalogue of Life.

## Bildgalleri

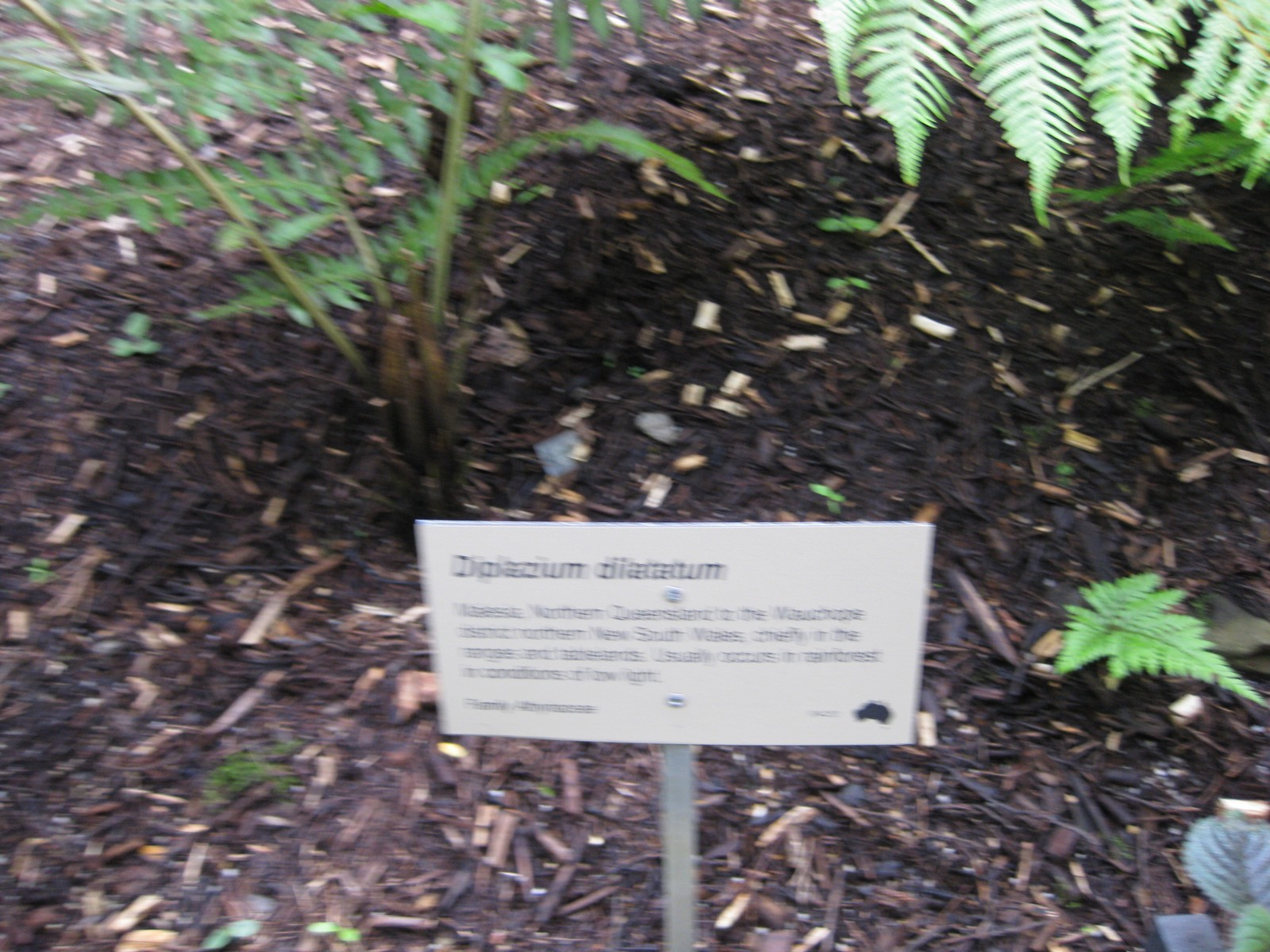
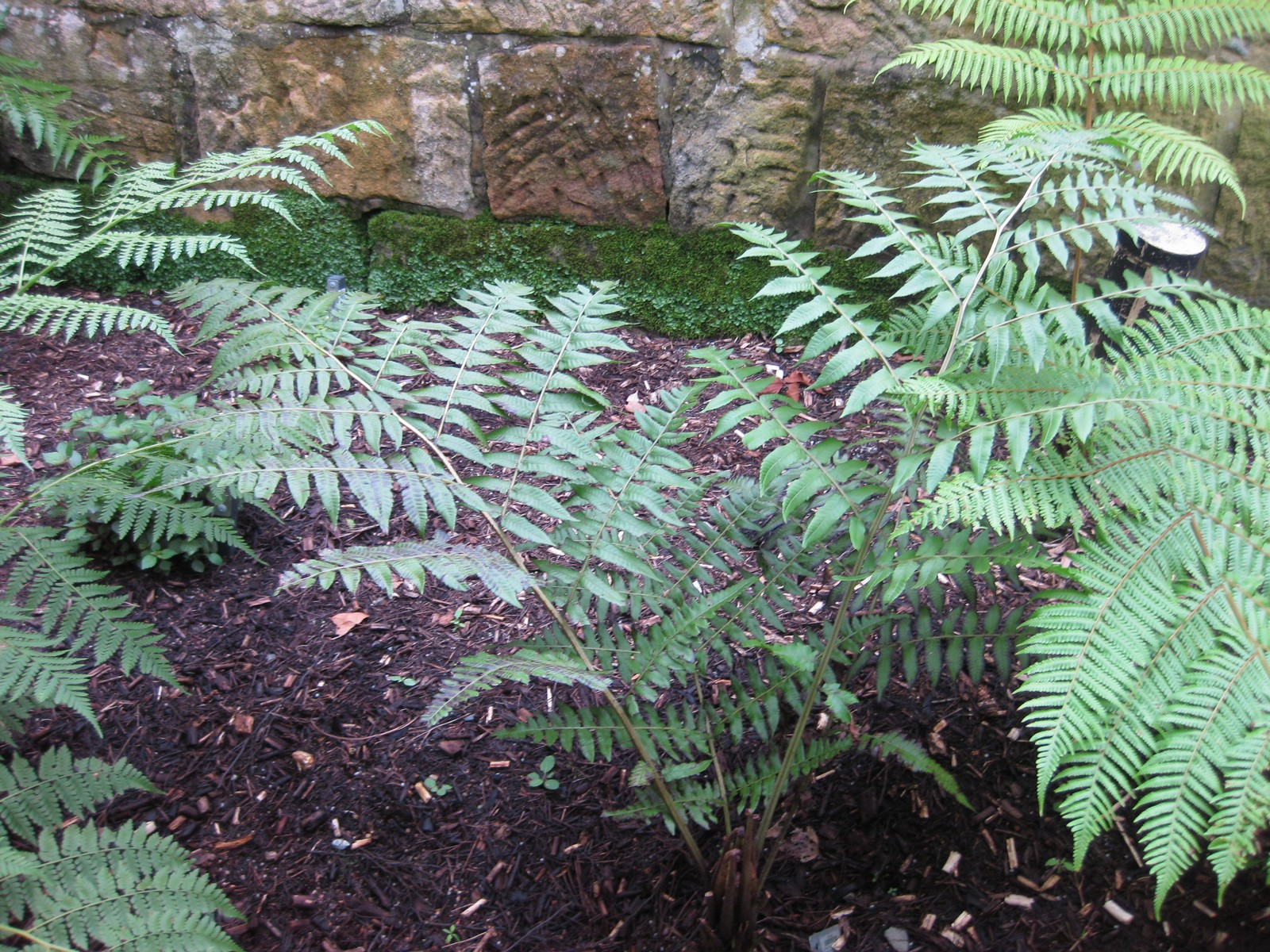